# Peter Arundell
Peter Arundell (Ilford, Engleska, 8. studenog, 1933. – Norfolk, Engleska, 16. lipnja 2009.) je bivši britanski vozač automobilističkih utrka.

## Rezultati u Formuli 1
| Sezona | Momčad     | Šasija   | Motor     | Utrke | Pobjede | Podiji | Bodovi | Plasman |
| ------ | ---------- | -------- | --------- | ----- | ------- | ------ | ------ | ------- |
| 1963.  | Team Lotus | Lotus 25 | Climax V8 | 1 (0) | 0       | 0      | 0      | —       |

## Vanjske poveznice
- Peter Arundell na Racing Reference